# Badducks
Badducks (バッドダックス) és un manga japonès creat per Touryuumon Takeda. Va ser serialitzat a la revista Web Action del 15 d'octubre del 2021 al 17 de juny del 2022. El manga està complet i consta de 4 volums. El 27 de setembre de 2022, Kaji Manga va anunciar que publicaria el manga en català a mitjan 2023.

## Argument
Una història Cyberpunk on un home que es converteix en un cíborg a causa d'un deute dels seus pares i una dona creada a partir d'un experiment per crear una espècie de llarga vida han d'escapar de la yakuza perquè han robat un maletí ple de diners. El principal problema: en lloc de diners, al maletí hi havia un nadó. Comença així una fugida frenètica i còmica, on aquesta estrafolària parella haurà d'aprendre a conviure, sobreviure… i criar un petit.